# En älskares dagbok
En älskares dagbok är en roman av den svenske författaren och journalisten Sven Lindqvist, utgiven 1981 på Albert Bonniers Förlag.
I boken återvände Lindqvist till sina egna dagboksanteckningar och brev från perioden 1946-1953.
Boken är en av titlarna i boken Tusen svenska klassiker (2009).

## Utgåvor
- Lindqvist, Sven (1981). En älskares dagbok. Stockholm: Bonnier. Libris 7146397. ISBN 91-0-045111-8
- Lindqvist, Sven (1981) (på und[förtydliga]). En älskares dagbok. Lund: Btj. Libris 11530885
- Lindqvist, Sven (1982). En älskares dagbok. MånPocket, 99-0184541-6 ([Ny utg.]). Stockholm: MånPocket. Libris 7654059. ISBN 91-7642-078-7
- Lindqvist, Sven (1983). En älskares dagbok ([Ny utg.]). Stockholm: Litteratrufrämjandet. Libris 390922
- Lindqvist, Sven (2009). En älskares dagbok. Atlas vintage ([Ny utg.]). Stockholm: Atlas. Libris 11438372. ISBN 978-91-7389-969-7
- Lindqvist, Sven. (2012). En älskares dagbok. Lund: Btj. Libris 13609767

### Fotnoter
1. ↑  ”En älskares dagbok”. Libris.kb.se. http://libris.kb.se/hitlist?d=libris&q=Lindqvist+En+%C3%A4lskares+dagbok&f=simp&spell=true&hist=true&p=1. Läst 12 februari 2013.
2. 1 2  Gradvall et al 2009, nr. 579